# Giddanakatte, Jagalur
Giddanakatte là một làng thuộc tehsil Jagalur, huyện Davanagere, bang Karnataka, Ấn Độ.